# Ітапетінінга (мезорегіон)
Ітапетінінга (порт. Mesorregião de Itapetininga) — адміністративно-статистичний мезорегіон в Бразилії, входить в штат Сан-Паулу. Населення становить 826 910 чоловік на 2006 рік. Займає площу 20 172,164 км². Густота населення — 41,0 чол./км².

## Склад мезорегіону
В мезорегіон входять наступні мікрорегіони:
1. Капан-Боніту
2. Ітапетінінга
3. Ітапева
4. Татуї

| Бразилія | Це незавершена стаття з географії Бразилії. Ви можете допомогти проєкту, виправивши або дописавши її. |